# Diocesi di Tamazeni
La diocesi di Tamazeni (in latino Dioecesis Tamazenensis) è una sede soppressa e sede titolare della Chiesa cattolica.

## Storia
Tamazeni, nell'odierna Tunisia, è un'antica sede episcopale della provincia romana di Bizacena.
Unico vescovo conosciuto di questa diocesi africana è Teodoro, che partecipò al concilio antimonotelita di Cartagine del 641.
Dal 1989 Tamazeni è annoverata tra le sedi vescovili titolari della Chiesa cattolica; dal 6 novembre 2024 il vescovo titolare è Arturo Javier García Pérez, vescovo ausiliare di Valencia.

## Cronotassi

### Vescovi residenti
- Teodoro † (menzionato nel 641)

### Vescovi titolari
- Raymond Emil Goedert † (8 luglio 1991 - 9 dicembre 2023 deceduto)
- Arturo Javier García Pérez, dal 6 novembre 2024